# Йосипівка (Новоукраїнський район)
Йосипі́вка (колишні назви — Юзефівка, Кошарка) — село в Україні, у Новомиргородській міській громаді Новоукраїнського району Кіровоградської області. Населення становить 547 осіб. Колишній центр Йосипівської сільської ради.

## Географія
Село розташоване в долині притоки Великої Висі — Розливної, на якій в межах населеного пункту існує ставок. В околицях села пролягають Бондарський, Саранівський та Лукінський яри.
На південному сході Йосипівка межує з селом Тишківка, на півдні — з селом Розлива.
Село розташоване за 12 км від залізничних станцій Новомиргород та Капітанівка.

## Історія

### XVIII–XIX століття

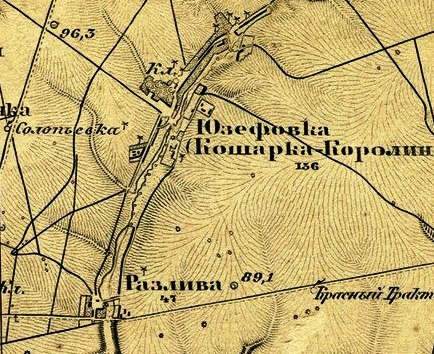
Юзефівка на військово-топографічній карті 1869 року

Село засноване 1772 року. Першопочаткова його назва — Кошарка — походить від назви загону для овець («кошари»), вирощування яких було поширене тут у XVIII столітті.
У 1807 році в Кошарці на новому місці була збудована дерев'яна Михайлівська церква, що належала до 6-го класу. Церква мала 35 десятин землі; до наших днів не збереглась.
В XIX столітті на навколишніх землях масово вирощувавався цукровий буряк.
Станом на 1885 рік у колишньому власницькому селі Юзефівка, центрі Юзефівської волості Чигиринського повіту Київської губернії, мешкало 588 осіб, налічувалось 124 дворових господарства, існували православна церква та 2 постоялих будинки. 
За 2 версти працював бурякоцукровий завод з лікарнею, постоялим будинком і лавкою.
За даними на 1889 рік, Юзефівка належала графам Олександру та Льву Бобринським. Вони володіли 1483 з 2083 десятин землі, які значились за селом. Окрім православної церкви, у селі існувала церковнопарафіяльна школа та 5 вітряків.
За переписом 1897 року кількість мешканців зросла до 1223 осіб (614 чоловічої статі та 609 — жіночої), з яких 1222 — православної віри.

### XX століття
На фронтах Другої світової війни воювали 320 мешканців села, 202 з яких загинули. В період німецької окупації в Юзефівці діяла підпільна група у складі 20 чоловік. Її очолював Л. М. Снісаренко, заарештований 20 жовтня 1943 року і згодом страчений. 110 жителів Йосипівки нагороджені орденами й медалями.
В 1946 році Юзефівка отримала сучасну назву. В радянський період тут існував колгосп імені Ватутіна, якому належало 4049 га сільськогосподарських угідь.
1960 року було збудовано сучасне двоповерхове приміщення Йосипівської школи, яка на той час була восьмирічною.

## Населення
Згідно з переписом УРСР 1989 року чисельність наявного населення села становила 640 осіб, з яких 273 чоловіки та 367 жінок.
За переписом населення України 2001 року в селі мешкало 547 осіб.

### Мова
Розподіл населення за рідною мовою за даними перепису 2001 року:
| Мова       | Відсоток |
| ---------- | -------- |
| українська | 95,43 %  |
| російська  | 3,11 %   |
| білоруська | 0,91 %   |
| молдовська | 0,55 %   |

## Демографія
У 1808 році в 93 дворах Кошарки мешкало 687 осіб.
В 1864 році в селі проживало 714 осіб. 1869 року тут було 136 дворів.
1889 року у 239 дворах Юзефівки, до складу якої увійшло село Кароліна, проживало 1384 особи.
В 1970 році в Йосипівці мешкало 867 осіб.
За даними перепису 2001 року, у селі налічувалось 547 жителів.
| 1808 | 1864 | 1885 | 1889 | 1970 | 2001 |
| ---- | ---- | ---- | ---- | ---- | ---- |
| 687  | 714  | 588  | 1384 | 867  | 547  |
|      | ▲    | ▼    | ▲    | ▼    | ▼    |

Рідна мова населення Йосипівки за переписом 2001 року:
| Мова       | Частка |
| українська | 95,43% |
| російська  | 3,11%  |
| білоруська | 0,91%  |
| молдавська | 0,55%  |

## Інфраструктура
В селі знаходиться Йосипівський НВК «Загальноосвітня школа І-ІІІ ступенів — ДНЗ», будинок культури на 450 місць, фельдшерський пункт, поштове відділення, кілька магазинів, бенкетна зала та бар. Село газифіковане.

### Сільське господарство
- СТОВ «Агролан»[8]

### Спорт та дозвілля
Село є лідером району в розвитку спортивної інфраструктури. Тут розташований спортивно-оздоровчий комплекс СТОВ «Агролан», відпочинок на якому для місцевих мешканців є безкоштовним. У двоповерховому адміністративному приміщенні знаходяться тренажерний та більярдний зали, поруч — дитячий майданчик, футбольне поле, тенісний корт, майданчики для баскетболу, міні-футболу, та пляжного волейболу. Поряд розташована штучна водойма, сполучена з місцевим ставком, біля якої облаштований насипний піщаний пляж з допоміжною інфраструктурою.

### Транспорт
Через центр Йосипівки проходить один з маршрутів рейсового автобусу Оситняжка—Кропивницький.
За 2 км від села розташована залізнична платформа Турія, що сприяє дизельному сполученню з райцентром, а також містами Сміла, Мала Виска та Помічна. Поряд проходить міжрайонна автомобільна дорога Новомиргород — Сміла. Регулярні перевезення цим автошляхом здійснюють рейсові автобуси сполученням:
- Капітанівка—Кропивницький
- Новомиргород—Черкаси
- Оситняжка—Кропивницький

### Вулиці
У селі налічується п'ять вулиць:
- Ватутіна вул.
- Жовтнева вул.
- Степова вул.
- Центральна вул. (колишня Леніна).[10]
- Шевченка вул.

## Пам'ятники
| Назва | Розташування                              | Дата встановлення | Фото | Короткі відомості |
| Ларіону Завгородньому, пам'ятний знак                                                                       | біля залізничного переїзду                | 2011              |      | На пам'ятнику викарбуваний напис: \| Отаману Холодноярщини Загородньому Ларіону Захаровичу борцю за незалежність України від нащадків Загородніх \|                      |
| Радянських воїнів, братська могила                                                                          | біля будинку культури                     |                   |      | У братській могилі біля пам'ятника поховано 72 радянських вояки, які загинули під час звільнення села у 1944 році; імена і дати загибелі 11 з них вказані на пам'ятнику. |
| Матері з дитиною, скульптура                                                                                | біля будинку культури                     |                   |      | |
| Шаповалу Сергію Миколайовичу, меморіальна дошка                                                             | на фасаді Йосипівської ЗОШ I–III ступенів |                   |      | Пам'ятна дошка встановлена на місцевій школі, де навчався рядовий С. М. Шаповал (1963–1983), який загинув в Афганістані.                                                 |
| Отаману Холодноярщини Загородньому Ларіону Захаровичу борцю за незалежність України від нащадків Загородніх |                                           |                   |      | |

## Відомі люди
- Завгородній Ларіон Захарович (1897–1923) — отаман Холодноярської республіки[11]
- Сарана Федір Кузьмович — український бібліограф та шевченкознавець
- Снісаренко Леонід Микитович — керівник підпільної групи